# Хьюз, Дивон
Дивон Хьюз (англ. Devon Hughes, род. 1 августа 1972, Нью-Йорк, Нью-Йорк) — бывший американский рестлер. В настоящее время работает в WWE в должности продюсера.
Наиболее известен своими выступлениями в Extreme Championship Wrestling (ECW) и WWE как Ди-Вон Да́дли и Преподобный Ди’Вон Также выступал в Total Nonstop Action Wrestling (TNA) с 2005 по 2014 год как Брат Дивон и Дивон.
Дивон вместе с Бубба Рэйем Дадли был частью одной из самых известных команд в мире — «Братья Дадли» (или «Команда 3D»), их команда прославилась матчами с использованием столов; TNA считает их 23-кратными командными чемпионами мира. Член Зала славы TNA с 2014 года. Член Зала славы WWE с 2018 года.

## Карьера в рестлинге

### Обучение и независимая сцена (1991—1996)
Хьюз прошел обучение у Джонни Родза и начал заниматься рестлингом в 1992 году, выступая в независимых промоушенах на северо-востоке.

### Extreme Championship Wrestling (1996—1999)
В марте 1996 года Хьюз дебютировал в Extreme Championship Wrestling, выступая на домашнем шоу под именем Эй-Трейн. 13 апреля 1996 года на шоу Massacre on Queens Boulevard Хьюз вновь появился в качестве Ди-Вона Дадли (иногда пишется «Дивон»). Его персонаж был основан на Джулсе Уиннфилде, цитирующем Библию киллере, которого изобразил Сэмюэл Л. Джексон в фильме 1994 года «Криминальное чтиво». Ди-Вон устранил Танцы с Дадли, Дадли Дадли и Чабби Дадли, после чего объединился с Бах Бах Рэем, Большим Диком, Дадли с табличкой и Джоэлом Гертнером. Известные под названием «Братья Дадли», Бах Бах Рэй и Ди-Вон доминировали в командном дивизионе ECW, выиграв командное чемпионство мира ECW рекордные восемь раз и победив четыре основные команды ECW: «Врагов народа», «Элиминаторов», «Гангстеров», а также Сабу и Роба Ван Дама.

### World Wrestling Federation/Entertainment (1999—2005)

#### Братья Дадли (1999—2002)
В 1999 году Бах Бах Рэй и Ди-Вон покинули ECW и присоединились к World Wrestling Federation, где заикание Бах Баха было упразднено. В течение 2000 и 2001 годов «Братья Дадли» вели трехстороннюю борьбу за титул командных чемпионов WWF с «Братьями Харди» (Мэтт и Джефф Харди) и Эджем и Кристианом. Эта вражда включала в себя три получивших широкую оценку критиков матча TLC: первый на WrestleMania 2000, второй на SummerSlam (2000) и третий на WrestleMania X-Seven.

В середине 2001 года Дадли Бойз снова стали хилами, присоединившись к «Альянсу», большой группировке бывших рестлеров ECW и World Championship Wrestling (WCW) под руководством Шейна Макмэна и Стефани Макмэна-Хелмсли, которые попытались захватить WWF (Спайк, вместе с другими выпускниками ECW, не присоединился к «Альянсу»). Вторжение ECW-WCW закончилось на Survivor Series, когда пять рестлеров WWF победили пять рестлеров «Альянса» в матче за право владения WWF. «Альянс» был распущен, а его члены покинули WWF, но Дадли сохранили свои рабочие места благодаря тому, что у них был титул командных чемпионов WWF, который они объединили с командным чемпионством WCW той ночью.

## Титулы и достижения
- All Japan Pro Wrestling
  - World’s Strongest Tag Team League (2005) — с Бубба Рэйем

- Cauliflower Alley Club
  - Другие лауреаты (1997) — с Бубба Рэйем

- Extreme Championship Wrestling
  - Командный чемпион мира ECW (8 раз) — с Рэйем Дадли

- HUSTLE
  - HUSTLE Super Tag Team Championship (1 раз) — с Бубба Рэйем

- New Japan Pro Wrestling
  - Командный чемпион IWGP (2 раза) — с Бубба Рэйем

- Northeast Wrestling
  - NEW United States Heavyweight Championship (1 раз)[5]

- Northern States Wrestling Alliance
  - NSWA United States Heavyweight Championship (1 раз)

- Pro Wrestling Illustrated
  - Матч года (2000) vs. Эдж и Кристиан vs. «Братьев Харди» в матче TLC на WrestleMania 2000[6]
  - Матч года (2001) vs. Эдж и Кристиан vs. «Братьев Харди» в матче TLC на WrestleMania X-Seven[6]
  - Вражда года (2012) Aces & Eights пр. TNA
  - Команда года (2001, 2009)[7]
  - Команда десятилетия (2000—2009)
  - № 25 в списке 500 лучших рестлеров в 2012[8]
  - № 362 в списке 500 лучших рестлеров в истории в 2003[9]

- Total Nonstop Action Wrestling
  - Телевизионный чемпион TNA (2 раза)[10]
  - NWA World Tag Team Championship (1 раз) — с Бубба Рэйем
  - TNA World Tag Team Championship (2 раза) — с Бубба Рэйем
  - TNA Tag Team of the Year (2005) — с Бубба Рэйем

- World Wrestling Federation / World Wrestling Entertainment
  - Командный чемпион мира WCW (1 раз) — с Бубба Рэйем Дадли
  - Командный чемпион мира (8 раз) — с Бубба Рэйем Дадли
  - Командный чемпион WWE (1 раз) — с Бубба Рэйем Дадли

- World Wrestling Organization
  - WWO International Championship (1 раз)